# Synema obscuripes
Synema obscuripes is een spinnensoort in de taxonomische indeling van de krabspinnen (Thomisidae).
Het dier behoort tot het geslacht Synema. De wetenschappelijke naam van de soort werd voor het eerst geldig gepubliceerd in 1907 door Maria Dahl.
De soort is een nepenthofiel en jaagt voornamelijk in de vangbekers van Nepenthes-planten.